# La Honda (Califórnia)
La Honda é uma região censo-designada localizada no estado americano de Califórnia, no Condado de San Mateo. Possui menos de mil habitantes, de acordo com o censo nacional de 2020. Situa-se nas montanhas de Santa Cruz entre o Vale de Santa Clara e a costa do pacífico da Califórnia. La Honda fica perto da La Honda Creek Open Space Preserve e da State Route 84 nas cadeias montanhosas da costa do Pacífico.

## Geografia
De acordo com o Departamento do Censo dos Estados Unidos, a região tem uma área de 11,04 km², dos quais 11,02 km² estão cobertos por terra e 0,02 km² (0,2%) por água.

## Demografia

### Censo 2020
Segundo o censo nacional de 2020, a sua população é de 979 habitantes e sua densidade populacional de 88,8 hab/km². Seu crescimento populacional na última década foi de 5,5%, próximo do crescimento estadual de 6,1%.
Possui 457 residências que resulta em uma densidade de 41,5 residências/km² e uma redução de -3,2% em relação ao censo anterior. Deste total, 8,1% das unidades habitacionais estão desocupadas. A média de ocupação é de 2,3 pessoas por residência.
A renda familiar média é de 148 144 dólares e a taxa de emprego é de 71,6%.